# Eduardo Loureiro
Eduardo Debacco Loureiro (Santo Ângelo, 19 de abril de 1974), é um administrador e político brasileiro filiado ao Partido Democrático Trabalhista (PDT).

## Biografia
É formado e pós-graduado em Administração de Empresas e Gestão Estratégica pela Universidade Regional Integrada (URI), e possui mestrado na mesma área pela Universidade Federal do Rio Grande do Sul (UFRGS).

## Carreira política

### Prefeitura de Santo Ângelo
Em 2004, aos 30 anos, Eduardo Loureiro foi eleito o prefeito mais jovem da história de Santo Ângelo. Foi reeleito em 2008, sua gestão foi caracterizada por inovações e aprovação popular.

### Deputado estadual
Em 2014, foi eleito deputado estadual pela primeira vez para a Assembleia Legislativa do Rio Grande do Sul com 60.816 votos. Foi reeleito em 2018 com 50.056 votos.  Nas eleições estaduais de 2022 foi novamente reeleito com 50.667 votos.

### Iniciativas legislativas
Entre as leis de sua autoria, destacam-se a Lei Gaúcha Pró-Autismo, a Lei da Semana Estadual Sobre Síndrome de Down e a Lei da Família Acolhedora, que visa proteger crianças vítimas de abuso e maus-tratos.
Em 2021, uma lei de sua autoria que denomina Rodovia Arno Kegler a rodovia vicinal VRS-867 foi sancionada.

### Secretário da Cultura do Rio Grande do Sul
Em 6 de maio de 2025, Eduardo Loureiro assumiu a Secretaria da Cultura do Rio Grande do Sul, licenciando-se de seu cargo como deputado estadual.

## Outras atividades
Além de sua carreira política, Eduardo Loureiro é professor universitário licenciado da URI e do IESA. Atua também como empresário e produtor rural. Foi diretor da Associação Gaúcha de Rádio e Televisão (Agert) e presidiu por duas vezes a Associação dos Municípios das Missões (AMM).